# Nurzec-Stacja
Nurzec-Stacja is een dorp in het Poolse woiwodschap Podlachië, in het district Siemiatycki. De plaats maakt deel uit van de gemeente Nurzec-Stacja en telt 2000 inwoners.

## Verkeer en vervoer
- Station Nurzec